# KNVB Beker 2002/03
De 85ste editie van de KNVB Beker (destijds formeel Amstel-Cup genoemd) kende voor de tweede keer FC Utrecht als winnaar. In de finale werd Feyenoord, dat speelde in de eigen Kuip, met 4-1 verslagen. FC Utrecht had het voorgaande jaar reeds de finale van het toernooi gehaald, waarin uiteindelijk ongelukkig van Ajax werd verloren. Paul Bosvelt kreeg in zijn laatste officiële wedstrijd voor Feyenoord de rode kaart, terwijl Dirk Kuijt in zijn laatste wedstrijd voor de Utrechters scoorde tegen zijn toekomstige werkgever.

## Groepsfase
De groepsfase vond plaats tussen 6 augustus en 4 september 2002. Er werd gespeeld in een halve competitie. In 20 groepen kwamen 78 teams uit die in totaal 114 wedstrijden speelden. 38 teams bekerden door.

### Groep 1
| Datum            | Wedstrijd             | Uitslag       | Scoreverloop |
| ---------------- | --------------------- | ------------- | --- |
| 9 augustus 2002  | Jong Ajax – AZ        | 2 – 2 (1 – 1) | 29' Stefano Seedorf 1-0, 43' Robin Nelisse 1-1, 75' Robin Nelisse 1-2, 81' Stefano Seedorf 2-2                                                                                   |
| 10 augustus 2002 | Hollandia – Ter Leede | 1 – 1 (0 – 0) | 75' Steve de Lege 1-0, 90' Jim Blom 1-1 |
| 14 augustus 2002 | Hollandia – AZ        | 0 – 4 (0 – 2) | 13' Ali El Khattabi 0-1, 41' Barry van Galen 0-2, 71' Barry van Galen 0-3, 76' Barry van Galen 0-4                                                                               |
| 14 augustus 2002 | Ter Leede – Jong Ajax | 0 – 7 (0 – 5) | 8' Wesley Sneijder 0-1, 19' John Heitinga 0-2, 28' Wesley Sneijder 0-3, 33' Cedric van der Gun 0-4, 38' Cedric van der Gun 0-5, 54' Michael Krohn-Dehli 0-6, 78' Brutil Hosé 0-7 |
| 20 augustus 2002 | Jong Ajax – Hollandia | 6 – 0 (3 – 0) | 20' Wesley Sneijder 1-0, 25' Abubakari Yakubu 2-0, 38' Steven Pienaar 3-0, 56' Wesley Sneijder 4-0, 61' Nigel de Jong 5-0, 70' Wamberto de Jesus Sousa Campos 6-0                |
| 27 augustus 2002 | AZ – Ter Leede        | 5 – 1 (2 – 1) | 15' Ali El Khattabi 1-0, 19' Robin Nelisse (pen) 2-0, 42' Carlo van Zelst 2-1, 65' Robin Nelisse 3-1, 86' Robin Nelisse 4-1, 87' Ali El Khattabi 5-1                             |

### Groep 2
| Datum            | Wedstrijd                  | Uitslag       | Scoreverloop |
| ---------------- | -------------------------- | ------------- | --- |
| 8 augustus 2002  | FC Hilversum – FC Volendam | 0 – 4 (0 – 1) | 8' Dion Esajas 0-1, 59' Dion Esajas 0-2, 77' Maurice Buys (pen) 0-3, 88' Reginald Faria 0-4                                                 |
| 10 augustus 2002 | AFC – Huizen               | 0 – 3 (0 – 2) | 5' André Kemper 0-1, 45' André Kemper 0-2, 55' Tim van Breukelen 0-3                                                                        |
| 13 augustus 2002 | AFC – FC Volendam          | 3 – 3 (1 – 2) | 13' Dion Esajas 0-1, 15' Dion Esajas 0-2, 32' Daniël van Meer 1-2, 89' Dion Esajas (pen) 1-3, 90' Ali Bentohami 2-3, 90' Hans Geerlings 3-3 |
| 14 augustus 2002 | Huizen – FC Hilversum      | 2 – 2 (0 – 2) | 3' Stanley MacDonald 0-1, 25' Roscoe Viereck 0-2, 81' Christian Opschoor 1-2, 82' Dennis van der Steen 2-2                                  |
| 20 augustus 2002 | FC Hilversum – AFC         | 3 – 1 (1 – 1) | 9' Bobby Gehring (pen) 0-1, 18' Stanley MacDonald 1-1, 53' Stanley MacDonald 2-1, 79' Paulo DaCosta Tavares 3-1                             |
| 20 augustus 2002 | FC Volendam – Huizen       | 1 – 1 (0 – 0) | 73' Dennis van der Steen 0-1, 78' Cerezo Fung a Wing 1-1                                                                                    |

### Groep 3
| Datum            | Wedstrijd                              | Uitslag       | Scoreverloop |
| ---------------- | -------------------------------------- | ------------- | --- |
| 10 augustus 2002 | Noordwijk – Rijnsburgse Boys           | 3 – 3 (3 – 1) | 15' Berry Charité 0-1, 19' Peter Bos 1-1, 32' Rocky Pitti 2-1, 42' Rocky Pitti 3-1, 72' Remco de Graaf 3-2, 90' Berry Charité 3-3                                            |
| 10 augustus 2002 | Stormvogels Telstar – Argon            | 3 – 1 (2 – 0) | 23' Paul de Lange 1-0, 44' Marchanno Schultz 2-0, 75' Pascal Averdijk (pen) 3-0, 79' Patrick Lokken 3-1                                                                      |
| 13 augustus 2002 | Noordwijk – Argon                      | 0 – 1 (0 – 0) | 53' Jerry van Haagen 0-1 |
| 13 augustus 2002 | Rijnsburgse Boys – Stormvogels Telstar | 0 – 3 (0 – 1) | 33' Paul de Lange 0-1, 69' Justin Stuy 0-2, 80' Sergio Ommel 0-3 |
| 20 augustus 2002 | Argon – Rijnsburgse Boys               | 2 – 2 (1 – 0) | 1' Pieter Vermeulen 1-0, 54' Wesley Slingerland 1-1, 64' Dennis Sluijk 2-1, 74' Patrick Heemskerk 2-2                                                                        |
| 20 augustus 2002 | Stormvogels Telstar – Noordwijk        | 6 – 1 (2 – 0) | 28' Michael Samuel 1-0, 34' Pascal Averdijk 2-0, 56' Sergio Ommel 3-0, 60' Pascal Averdijk 4-0, 67' Melvin Holwijn 5-0, 69' Leonard van Utrecht 5-1, 80' Germaine Levant 6-1 |

### Groep 4
| Datum            | Wedstrijd                   | Uitslag       | Scoreverloop |
| ---------------- | --------------------------- | ------------- | --- |
| 10 augustus 2002 | Delta Sport – ADO Den Haag  | 0 – 4 (0 – 1) | 42' Peter Hofstede 0-1, 64' Arjan van der Laan (pen) 0-2, 88' Sandro Calabro 0-3, 89' Sandro Calabro 0-4            |
| 13 augustus 2002 | ADO Den Haag – Scheveningen | 3 – 2 (2 – 1) | 9' Arjan van der Laan 1-0, 16' Gijs Cales 2-0, 20' Bas Lensink 2-1, 84' Jan-Paul Saeijs 3-1, 89' René Roeleveld 3-2 |
| 20 augustus 2002 | Scheveningen – Delta Sport  | 2 – 0 (0 – 0) | 54' Ricardo van der Heijden 1-0, 72' Yahaha 2-0                                                                     |

### Groep 5
| Datum            | Wedstrijd                                 | Uitslag        | Scoreverloop |
| ---------------- | ----------------------------------------- | -------------- | --- |
| 10 augustus 2002 | Haarlem – Sparta Rotterdam                | 1 – 2 (1 – 1)  | 43' Elbekay Bouchiba 0-1, 45' Raphael Supusepa 1-1, 54' Elbekay Bouchiba 1-2 |
| 10 augustus 2002 | Tonegido/Haagsche Bluf – Zwart Wit '28    | 0 – 2 (0 – 2)  | 9' José Almeida Araujo 0-1, 22' Tresor Kembasala 0-2 |
| 20 augustus 2002 | Haarlem – Tonegido/Haagsche Bluf          | 10 – 2 (3 – 2) | 6' Francisco Grant 0-1, 12' Gertjan Tamerus 1-1, 16' Soenil Malaha (pen) 1-2, 22' Paul Mulders 2-2, 40' Martijn Lagendijk (pen) 3-2, 51' Gertjan Tamerus 4-2, 55' Raphael Supusepa 5-2, 58' Gertjan Tamerus 6-2, 73' Jeroen Ketting 7-2, 74' Darl Douglas 8-2, 77' Gertjan Tamerus 9-2, 83' Raphael Supusepa 10-2 |
| 20 augustus 2002 | Zwart Wit '28 – Sparta Rotterdam          | 1 – 3 (0 – 1)  | 7' Ricky van den Bergh 0-1, 62' Ricky van den Bergh (pen) 0-2, 86' Ousmane Sanou 0-3, 87' Glenn Brown 1-3 |
| 27 augustus 2002 | Tonegido/Haagsche Bluf – Sparta Rotterdam | 0 – 3 (0 – 0)  | 54' Ricky van den Bergh 0-1, 60' Ricky van den Bergh 0-2, 82' Danny Koevermans 0-3 |
| 27 augustus 2002 | Zwart Wit '28 – Haarlem                   | 2 – 5 (1 – 0)  | 28' Peter de Graaf 1-0, 64' Glenn Brown 2-0, 68' Raphael Supusepa 2-1, 73' Raphael Supusepa 2-2, 76' Martijn Lagendijk 2-3, 77' Raphael Supusepa 2-4, 84' Paul Mulders 2-5 |

### Groep 6
| Datum            | Wedstrijd                           | Uitslag       | Scoreverloop                                                                                                   |
| ---------------- | ----------------------------------- | ------------- | --- |
| 10 augustus 2002 | Capelle – Excelsior                 | 1 – 3 (0 – 2) | 11' Mounir El Hamdaoui 0-1, 45' Mounir El Hamdaoui 0-2, 80' Mounir El Hamdaoui 0-3, 90' Marvin Redjosediko 1-3 |
| 10 augustus 2002 | FC Kranenburg – Excelsior Maassluis | 0 – 3 (0 – 1) | 31' Fouad El Hamdaoui 0-1, 46' Fouad El Hamdaoui 0-2, 74' Fouad El Hamdaoui 0-3                                |
| 13 augustus 2002 | Excelsior Maassluis – Capelle       | 1 – 1 (0 – 1) | 39' Marvin Redjosediko 0-1, 68' Fouad El Hamdaoui 1-1                                                          |
| 14 augustus 2002 | Excelsior – FC Kranenburg           | 4 – 0 (4 – 0) | 13' Brett Holman 1-0, 27' Cecilio Lopes 2-0, 38' Brett Holman 3-0, 42' Ronnie Nouwen 4-0                       |
| 20 augustus 2002 | Capelle – FC Kranenburg             | 2 – 1 (1 – 1) | 2' Paul van Leeuwen 0-1, 26' Patrick Molendijk 1-1, 47' Henk Roeland 2-1                                       |
| 20 augustus 2002 | Excelsior Maassluis – Excelsior     | 1 – 1 (0 – 1) | 10' Mounir El Hamdaoui 0-1, 64' Mike de Blij 1-1                                                               |

### Groep 7
| Datum            | Wedstrijd                        | Uitslag       | Scoreverloop |
| ---------------- | -------------------------------- | ------------- | --- |
| 10 augustus 2002 | Barendrecht – FC Dordrecht       | 0 – 2 (0 – 1) | 40' Marco Boogers 0-1, 48' Ferry van Lare 0-2                                                                                        |
| 10 augustus 2002 | TOP Oss – UDI '19/Beter Bed      | 1 – 1 (1 – 0) | 28' Chima Onyeike 1-0, 76' Bart van der Wijst 1-1                                                                                    |
| 13 augustus 2002 | FC Dordrecht – TOP Oss           | 1 – 2 (0 – 2) | 19' Cheick Sako 0-1, 38' Cheick Sako 0-2, 51' Hans van der Woude 1-2                                                                 |
| 13 augustus 2002 | UDI '19/Beter Bed – Barendrecht  | 4 – 0 (1 – 0) | 24' Jorus van Lanen 1-0, 58' Richard van den Boogaard 2-0, 75' Richard van den Heuvel 3-0, 86' Hans Seykens 4-0                      |
| 20 augustus 2002 | UDI '19/Beter Bed – FC Dordrecht | 0 – 1 (0 – 0) | 77' Jermaine Sandvliet 0-1 |
| 27 augustus 2002 | Barendrecht – TOP Oss            | 0 – 5 (0 – 1) | 39' Cheick Sako 0-1, 59' Dennis van den Berg 0-2, 61' Marinus Dijkhuizen 0-3, 61' Marinus Dijkhuizen 0-4, 85' Marinus Dijkhuizen 0-5 |

### Groep 8
| Datum            | Wedstrijd                  | Uitslag       | Scoreverloop |
| ---------------- | -------------------------- | ------------- | --- |
| 10 augustus 2002 | Baronie – RBC Roosendaal   | 1 – 3 (0 – 1) | 28' Henk Vos (pen) 0-1, 50' Rudy Aerts 1-1, 72' Geert den Ouden 1-2, 89' Geert den Ouden 1-3                                                                             |
| 10 augustus 2002 | Kloetinge – Hoek           | 1 – 2 (1 – 1) | 16' Emiel Dorst 1-0, 25' Arjan Human 1-1, 87' Barry van der Hooft 1-2 |
| 13 augustus 2002 | Hoek – Baronie             | 5 – 2 (2 – 2) | 6' Arjan Human 1-0, 15' Arie Eikelenboom 1-1, 28' Manu Dagher 1-2, 41' Rieno van Oost 2-2, 48' Bart Poppe (pen) 3-2, 58' Rieno van Oost 4-2, 89' Barry van der Hooft 5-2 |
| 13 augustus 2002 | RBC Roosendaal – Kloetinge | 2 – 1 (2 – 1) | 14' Henk Vos (pen) 1-0, 16' John Benschap Knook (pen) 1-1, 24' Erwin van der Woerdt (e.d.) 2-1                                                                           |
| 20 augustus 2002 | Baronie – Kloetinge        | 5 – 2 (3 – 1) | 6' Arie Eikelenboom 1-0, 10' Werner Hopstaken 2-0, 17' Ronald Zuydwest (e.d.) 2-1, 26' Ruud van Dijk 3-1, 48' Wilco Arts 4-1, 67' Wilco Arts 5-1, 72' Erik de Groene 5-2 |
| 20 augustus 2002 | Hoek – RBC Roosendaal      | 1 – 3 (1 – 1) | 29' Rieno van Oost 1-0, 41' Björn Daelemans 1-1, 55' Geert den Ouden 1-2, 65' Mitchell Piqué 1-3                                                                         |

### Groep 9
| Datum            | Wedstrijd                   | Uitslag        | Scoreverloop |
| ---------------- | --------------------------- | -------------- | --- |
| 8 augustus 2002  | RKC Waalwijk – SV TOP       | 12 – 0 (5 – 0) | 14' Rick Hoogendorp 1-0, 25' Robert Fuchs 2-0, 32' Jochen Janssen 3-0, 42' Jochen Janssen 4-0, 45' Željko Petrović 5-0, 47' Rick Hoogendorp 6-0, 52' Peter van den Berg 7-0, 57' Eddy Putter 8-0, 76' Yuri Cornelisse 9-0, 78' Jason Oost 10-0, 89' Eddy Putter 11-0, 90' Robert Fuchs 12-0 |
| 10 augustus 2002 | ASWH – FC Eindhoven         | 0 – 0          | |
| 13 augustus 2002 | FC Eindhoven – RKC Waalwijk | 1 – 4 (0 – 1)  | 12' Rick Hoogendorp 0-1, 47' Robert Fuchs 0-2, 53' Rick Hoogendorp 0-3, 76' Rick Hoogendorp (pen) 0-4, 84' John Laponder (pen) 1-4 |
| 13 augustus 2002 | SV TOP – ASWH               | 2 – 1 (0 – 0)  | 74' Youssef Laaroussi 1-0, 76' Onno Doeland 1-1, 90' Erik de Groot 2-1 |
| 20 augustus 2002 | SV TOP – FC Eindhoven       | 0 – 4 (0 – 3)  | 2' Ties Konings 0-1, 26' Rik van de Langenberg 0-2, 32' Rik van de Langenberg 0-3, 86' Luciano van Kallen 0-4 |
| 21 augustus 2002 | ASWH – RKC Waalwijk         | 0 – 5 (0 – 2)  | 19' Rick Hoogendorp 0-1, 28' Patrick van Diemen 0-2, 51' Rick Hoogendorp 0-3, 60' Rick Hoogendorp 0-4, 66' Iwan Redan 0-5 |

### Groep 10
| Datum            | Wedstrijd                    | Uitslag       | Scoreverloop |
| ---------------- | ---------------------------- | ------------- | --- |
| 10 augustus 2002 | UNA – Helmond Sport          | 0 – 1 (0 – 1) | 12' Ronald Dassen 0-1 |
| 11 augustus 2002 | Geldrop/AEK – FC Den Bosch   | 0 – 5 (0 – 1) | 10' Koen van de Laak 0-1, 48' Stefan Jansen (pen) 0-2, 68' Koen van de Laak 0-3, 70' Stefan Jansen 0-4, 75' Derk Schut 0-5 |
| 13 augustus 2002 | Helmond Sport – FC Den Bosch | 1 – 1 (0 – 1) | 16' Stefan Jansen 0-1, 69' Ronald Dassen 1-1                                                                               |
| 20 augustus 2002 | UNA – Geldrop/AEK            | 2 – 0 (0 – 0) | 63' Frank Weijers 1-0, 76' Frank Weijers (pen) 2-0                                                                         |
| 27 augustus 2002 | FC Den Bosch – UNA           | 0 – 1 (0 – 1) | 38' Frank Weijers 0-1 |
| 27 augustus 2002 | Geldrop/AEK – Helmond Sport  | 0 – 3 (0 – 1) | 19' Kristof Aelbrecht 0-1, 53' Leon Kantelberg 0-2, 69' Sergio van Dijk 0-3                                                |

### Groep 11
| Datum            | Wedstrijd                            | Uitslag       | Scoreverloop |
| ---------------- | ------------------------------------ | ------------- | --- |
| 10 augustus 2002 | Fortuna Sittard – Schijndel/Datelnet | 1 – 0 (0 – 0) | 53' Fritz Emeran 1-0 |
| 10 augustus 2002 | Gemert – VVV                         | 2 – 2 (1 – 1) | 15' Roel van Lankveld 1-0, 23' Ahmed Ammi 1-1, 55' Ahmed Ammi 1-2, 60' Bas van der Reijken 2-2                                        |
| 13 augustus 2002 | Schijnde/Datelnet – Gemert           | 2 – 0 (1 – 0) | 10' Carlo Vorstenbosch 1-0, 81' Stefan Saelmans 2-0                                                                                   |
| 13 augustus 2002 | VVV – Fortuna Sittard                | 1 – 0 (1 – 0) | 17' Bas Jacobs 1-0 |
| 20 augustus 2002 | Gemert – Fortuna Sittard             | 3 – 2 (1 – 1) | 4' Roel van Lankveld 1-0, 36' Samir El Gaaouiri 1-1, 71' Roel van Lankveld 2-1, 73' Anthony Geurts 3-1, 77' Jochem van der Hoeven 3-2 |
| 20 augustus 2002 | Schijndel/Datelnet – VVV             | 1 – 1 (1 – 0) | 4' Jerry Manneh 1-0, 90' Christophe Geebelen 1-1                                                                                      |

### Groep 12
| Datum            | Wedstrijd             | Uitslag       | Scoreverloop |
| ---------------- | --------------------- | ------------- | --- |
| 6 augustus 2002  | SV Meerssen – Roda JC | 0 – 4 (0 – 3) | 12' Fredrik Berglund (pen) 0-1, 16' Cristiano Dos Santos Rodriques 0-2, 19' Fredrik Berglund 0-3, 62' Fredrik Berglund 0-4                                          |
| 10 augustus 2002 | EVV – MVV             | 2 – 2 (1 – 2) | 25' Dominik Vergoossen 1-0, 26' Davy Heymans 1-1, 35' Davy Heymans 1-2, 63' Valentijn de Jong 2-2                                                                   |
| 13 augustus 2002 | SV Meerssen – EVV     | 3 – 2 (1 – 0) | 42' Rudy van Vinckenroije 1-0, 49' Marijn Thissen 1-1, 68' Valentijn de Jong 1-2, 78' Hans Ploemen 2-2, 88' Jeroen Evelein 3-2                                      |
| 13 augustus 2002 | Roda JC – MVV         | 3 – 1 (2 – 0) | 12' Kevin van Dessel 1-0, 20' Cristiano Dos Santos Rodriques 2-0, 73' Wasiu Taiwo 2-1, 84' Fredrik Berglund (pen) 3-1                                               |
| 20 augustus 2002 | EVV – Roda JC         | 0 – 3 (0 – 3) | 13' Edrissa Sonko 0-1, 20' Roel Brouwers 0-2, 22' Edrissa Sonko 0-3                                                                                                 |
| 20 augustus 2002 | SV Meerssen – MVV     | 3 – 4 (2 – 1) | 10' Davy Heymans 0-1, 30' Dennis Welters 1-1, 43' Dennis Welters 2-1, 47' Shalrie Joseph 3-1, 60' Wasiu Taiwo 3-2, 76' Davy Heymans 3-3, 90' Davy Heymans (pen) 3-4 |

### Groep 13
| Datum            | Wedstrijd          | Uitslag       | Scoreverloop |
| ---------------- | ------------------ | ------------- | --- |
| 10 augustus 2002 | JVC Cuijk – N.E.C. | 1 – 2 (1 – 0) | 27' Dinand van Haaren (pen) 1-0, 79' Dennis de Nooijer 1-1, 90' Frank Demouge 1-2                                                                                     |
| 13 augustus 2002 | N.E.C. – GVVV      | 7 – 0 (2 – 0) | 4' Ǵorǵi Hristov 1-0, 37' Youssouf Hersi 2-0, 50' Ǵorǵi Hristov 3-0, 52' Resit Schuurman 4-0, 53' Danny Hesp (pen) 5-0, 56' Dennis de Nooijer 6-0, 60' Danny Hesp 7-0 |
| 20 augustus 2002 | GVVV – JVC Cuijk   | 1 – 2 (0 – 1) | 19' Armand Kremers 0-1, 62' Paul Malherbe 1-1, 77' Fatah Hadouir 1-2                                                                                                  |

### Groep 14
| Datum            | Wedstrijd                         | Uitslag       | Scoreverloop                                                                                                  |
| ---------------- | --------------------------------- | ------------- | --- |
| 10 augustus 2002 | De Bataven – De Graafschap        | 0 – 2 (0 – 0) | 52' Tim Bakens 0-1, 88' Rody Turpijn 0-2                                                                      |
| 10 augustus 2002 | De Treffers/Kegro – Bennekom      | 2 – 2 (2 – 1) | 21' Wouter van der Ent 1-0, 23' Wouter van der Ent 2-0, 45' Mark Hendriks 2-1, 60' Mark Heimgartner (pen) 2-2 |
| 13 augustus 2002 | De Bataven – Bennekom             | 2 – 1 (2 – 0) | 19' Michel Ensing 1-0, 23' Dave Arends 2-0, 75' Michael Brussen 2-1                                           |
| 13 augustus 2002 | De Graafschap – De Treffers/Kegro | 1 – 1 (0 – 0) | 51' Damien Hertog 1-0, 54' Velibor Peters (pen) 1-1                                                           |
| 21 augustus 2002 | De Treffers/Kegro – De Bataven    | 4 – 0 (1 – 0) | 4' Wouter van der Ent 1-0, 53' Wout van Steenveldt 2-0, 57' Jasper Zuidwijk 3-0, 61' Wouter van der Ent 4-0   |
| 27 augustus 2002 | Bennekom – De Graafschap          | 0 – 3 (0 – 1) | 42' Damien Hertog (pen) 0-1, 57' Roeslan Valjejev 0-2, 84' Jason Čulina 0-3                                   |

### Groep 15
| Datum            | Wedstrijd                           | Uitslag       | Scoreverloop |
| ---------------- | ----------------------------------- | ------------- | --- |
| 10 augustus 2002 | HSC '21/Brein – Babberich/Hoornstra | 4 – 4 (3 – 1) | 4' Dennis Gerritsen 0-1, 6' Dennis Sepp (pen) 1-1, 7' Dennis Sepp 2-1, 45' Dennis Sepp 3-1, 51' Ruben Klaver 3-2, 54' Ruben Klaver 3-3, 60' Dennis Gerritsen 3-4, 76' Dennis van Dijk 4-4 |
| 10 augustus 2002 | SDC Putten – FC Twente              | 0 – 2 (0 – 2) | 11' Scott Booth 0-1, 42' Scott Booth 0-2 |
| 13 augustus 2002 | Babberich/Hoornstra – SDC Putten    | 2 – 0 (1 – 0) | 43' Ferdy Broecks 1-0, 83' Dennis Gerritsen 2-0 |
| 13 augustus 2002 | FC Twente – HSC '21/Brein           | 4 – 1 (3 – 1) | 1' Chris van der Weerden 1-0, 13' Scott Booth 2-0, 43' Sjaak Polak 3-0, 45' Dennis Sepp (pen) 3-1, 75' Chris De Witte 4-1                                                                 |
| 20 augustus 2002 | SDC Putten – HSC '21/Brein          | 1 – 3 (0 – 2) | 16' Erwin Looms 0-1, 24' Dennis van Dijk 0-2, 71' Antwin Grevengoed 1-2, 90' Lars Bakker 1-3                                                                                              |
| 20 augustus 2002 | FC Twente – Babberich/Hoornstra     | 1 – 1 (1 – 0) | 21' Chris De Witte 1-0, 75' Dennis Gerritsen 1-1 |

### Groep 16
| Datum            | Wedstrijd                      | Uitslag       | Scoreverloop |
| ---------------- | ------------------------------ | ------------- | --- |
| 7 augustus 2002  | Stevo – AGOVV                  | 1 – 3 (1 – 1) | 21' Tom Nieboer 1-0, 40' Frits van Putten 1-1, 77' Michiel Achterhoek (e.d.) 1-2, 83' Jurrick Juliana 1-3                                        |
| 10 augustus 2002 | Be Quick '28 – Heracles Almelo | 0 – 4 (0 – 1) | 29' Rik Platvoet 0-1, 53' Rik Platvoet 0-2, 58' Rik Platvoet 0-3, 88' Rik Platvoet (pen) 0-4                                                     |
| 13 augustus 2002 | AGOVV – Be Quick '28           | 3 – 0 (2 – 0) | 6' Johan Pater 1-0, 12' Santinho Lopes Monteiro 2-0,71' Jurrick Juliana 3-0                                                                      |
| 13 augustus 2002 | Stevo – Heracles Almelo        | 2 – 4 (0 – 1) | 20' Rik Platvoet 0-1, 54' Paul Hamer 1-1, 58' Rudy Jansen 1-2, 66' Robert Demirel 2-2, 69' Rik Platvoet 2-3, 89' Raymond Oude Voshaar (e.d.) 2-4 |
| 20 augustus 2002 | Be Quick '28 – Stevo           | 0 – 0         | |
| 4 september 2002 | Heracles Almelo – AGOVV        | 2 – 1 (1 – 0) | 18' John Stegeman 1-0, 55' Santinho Lopes Monteiro 1-1, 74' John Stegeman 2-1                                                                    |

### Groep 17
| Datum            | Wedstrijd                 | Uitslag       | Scoreverloop |
| ---------------- | ------------------------- | ------------- | --- |
| 10 augustus 2002 | Spakenburg – FC Zwolle    | 0 – 3 (0 – 1) | 44' Marino Promes 0-1, 47' Dominggus Lim-Duan 0-2, 89' Morten Karlsen 0-3                                                               |
| 10 augustus 2002 | Jong Vitesse – Elinkwijk  | 3 – 2 (2 – 0) | 34' Gert Claessens 1-0, 44' Eldridge Rojer 2-0, 62' Emiel van Eijkeren 2-1, 78' Michael Dingsdag (pen) 3-1, 90' Pepijn Rehwinkel 3-2    |
| 13 augustus 2002 | Elinkwijk – Spakenburg    | 4 – 1 (1 – 1) | 20' Frank van Twillert 0-1, 31' Emiel van Eijkeren 1-1, 63' René van den Brink (pen) 2-1, 74' Rob Koppen 3-1, 84' Mark Dijs 4-1         |
| 13 augustus 2002 | FC Zwolle – Jong Vitesse  | 2 – 3 (0 – 2) | 39' Gert Claessens 0-1, 41' Jhon van Beukering 0-2, 49' Marco Roelofsen (pen) 1-2, 50' Arjan Bosschaart 2-2, 58' Nicky Hofs 2-3         |
| 20 augustus 2002 | Elinkwijk – FC Zwolle     | 0 – 5 (0 – 1) | 31' Richard Roelofsen 0-1, 56' Dominggus Lim-Duan 0-2, 65' Marino Promes 0-3, 77' Dominggus Lim-Duan 0-4, 82' Albert van der Haar 0-5   |
| 20 augustus 2002 | Spakenburg – Jong Vitesse | 2 – 4 (2 – 2) | 21' Pascal Cohen 1-0, 30' Bert Willemse 2-0, 35' Kallé Soné 2-1, 44' Theo Groeneveld 2-2, 47' Said Echargui 2-3, 85' Michael Jansen 2-4 |

### Groep 18
| Datum            | Wedstrijd                   | Uitslag        | Scoreverloop |
| ---------------- | --------------------------- | -------------- | --- |
| 9 augustus 2002  | Hoogeveen – Go Ahead Eagles | 0 – 10 (0 – 5) | 8' Bram Marbus 0-1, 9' Uğur Yıldırım 0-2, 20' Bram Marbus 0-3, 37' Uğur Yıldırım 0-4, 42' Dick Kooijman 0-5, 50' Uğur Yıldırım 0-6, 65' Jochem de Weerdt 0-7, 78' Wouter van den Herik 0-8, 86' Niki Leferink 0-9, 90' Uğur Yıldırım 0-10 |
| 10 augustus 2002 | Emmen – VVOG                | 4 – 0 (3 – 0)  | 30' Ruud Berger 1-0, 35' Bas Sibum 2-0, 39' Ruud Berger 3-0, 71' Berend Oosting 4-0 |
| 13 augustus 2002 | Go Ahead Eagles – Emmen     | 2 – 0 (0 – 0)  | 54' Dick Kooijman 1-0, 82' Niki Leferink 2-0 |
| 13 augustus 2002 | VVOG – Hoogeveen            | 1 – 4 (1 – 2)  | 14' Teunis Kramer 1-0, 29' Teunis Kramer (e.d.) 1-1, 45' Karlo Meppelink 1-2, 47' Brian Leepel 1-3, 68' Brian Leepel 1-4 |
| 20 augustus 2002 | VVOG – Go Ahead Eagles      | 1 – 2 (0 – 2)  | 5' Jamal Dibi 0-1, 9' Jochem de Weerdt 0-2, 87' Peter Opdam 1-2 |
| 27 augustus 2002 | Hoogeveen – Emmen           | 0 – 2 (0 – 1)  | 41' Rutger Feijer 0-1, 80' Donny de Groot 0-2 |

### Groep 19
| Datum            | Wedstrijd                          | Uitslag       | Scoreverloop |
| ---------------- | ---------------------------------- | ------------- | --- |
| 9 augustus 2002  | SC Genemuiden – Cambuur Leeuwarden | 0 – 7 (0 – 2) | 16' Jan Bruin 0-1, 32' Dominique van Dijk 0-2, 66' Jan Bruin 0-3, 69' Ferdinand Katipana 0-4, 83' Kenan Durmusoglu (pen) 0-5, 85' Ferdinand Katipana 0-6, 87' Dominique van Dijk 0-7                                                                    |
| 10 augustus 2002 | Urk – SC Joure                     | 3 – 0 (1 – 0) | 43' Claus Brouwer 1-0, 90' Kees Tol 2-0, 90' Teun van Slooten 3-0 |
| 13 augustus 2002 | Cambuur Leeuwarden – Urk           | 6 – 1 (1 – 0) | 15' Dirk-Jan Derksen 1-0, 51' Dominique van Dijk 2-0, 60' Lionel Lord 3-0, 61' Lionel Lord 4-0, 65' Lionel Lord 5-0, 70' Jan Kramer (pen) 5-1, 89' Ferdino Hernandez 6-1                                                                                |
| 13 augustus 2002 | SC Joure – SC Genemuiden           | 6 – 2 (2 – 2) | 13' Arnold Haanstra 1-0, 37' Yves Hartkamp 1-1, 41' Yves Hartkamp 1-2, 42' Arnold Haanstra 2-2, 56' Dick Schuurman 3-2, 58' Johnny de Jonge 4-2, 70' Johnny de Jonge 5-2, 84' René Geertsma 6-2                                                         |
| 20 augustus 2002 | SC Genemuiden – Urk                | 2 – 4 (1 – 2) | 18' Jelle Loosman 0-1, 38' Jan Kramer 0-2, 45' Yves Heskamp 1-2, 60' Harm Bakker 1-3, 82' Tijmen Brouwer 2-3, 87' Jan Kramer 2-4 |
| 20 augustus 2002 | SC Joure – Cambuur Leeuwarden      | 6 – 4 (2 – 2) | 27' René Geertsma 1-0, 29' Ferdinand Katipana 1-1, 31' Johnny de Jonge 2-1, 43' Ferdino Hernandez 2-2, 47' Martijn Gootjes 2-3, 58' Robert Herder 3-3, 62' Johnnie Dölle 4-3, 72' Ferdino Hernandez 4-4, 79' Dick Schuurman 5-4, 87' Dick Schuurman 6-4 |

### Groep 20
| Datum            | Wedstrijd                 | Uitslag       | Scoreverloop |
| ---------------- | ------------------------- | ------------- | --- |
| 10 augustus 2002 | ACV – FC Groningen        | 0 – 2 (0 – 0) | 74' Martin Drent 0-1, 79' Dejan Čurović 0-2 |
| 13 augustus 2002 | FC Groningen – BV Veendam | 1 – 1 (0 – 1) | 45' Bert Zimmerman 0-1, 64' Pius Ikedia 1-1 |
| 20 augustus 2002 | BV Veendam – Appingedam   | 2 – 1 (1 – 0) | 45' Lesmond Prinsen 1-0, 85' Roan Hamminga 1-1, 86' Paul Weerman 2-1                                                                                      |
| 24 augustus 2002 | Appingedam – ACV          | 1 – 3 (0 – 0) | 52' Marcel Tillema 0-1, 58' Philip Mpanza 1-1, 82' Robert van den Berg 1-2, 85' Lucien Sahetapy 1-3                                                       |
| 27 augustus 2002 | ACV – BV Veendam          | 2 – 5 (1 – 2) | 23' Paul Weerman 0-1, 24' Martin Bloem 1-1, 33' Max Houttuin 1-2, 56' Martin Bloem 2-2, 73' Marnix Kolder 2-3, 83' Max Houttuin 2-4, 87' Paul Weerman 2-5 |
| 27 augustus 2002 | Appingedam – FC Groningen | 0 – 5 (0 – 2) | 6' Paul Matthijs 0-1, 35' Mile Krstev 0-2, 56' Joost Broerse 0-3, 72' Mile Krstev (pen) 0-4, 85' Joost Broerse 0-5                                        |

## Knock-outfase

### 2e ronde
NAC en Willem II stroomden in deze ronde van het toernooi in.
| Datum            | Wedstrijd                                 | Uitslag                      | Scoreverloop |
| ---------------- | ----------------------------------------- | ---------------------------- | --- |
| 9 oktober 2002   | Babberich/Hoornstra – Stormvogels Telstar | 1 – 2 (1 – 1)                | 11' Ruben Klaver 1-0, 32' Sergio Ommel 1-1, 62' Paul de Lange 1-2 |
| 11 oktober 2002  | VVV – FC Eindhoven                        | 1 – 0 (1 – 0)                | 4' Roy Grootaert 1-0 |
| 5 november 2002  | AGOVV – FC Volendam                       | 1 – 0 n.s.d.                 | 102' Johan Pater 1-0 |
| 5 november 2002  | Excelsior – FC Dordrecht                  | 1 – 0 (1 – 0)                | 38' Leo Koswal 1-0 |
| 5 november 2002  | Excelsior Maassluis – RBC Roosendaal      | 2 – 3 (1 – 2)                | 18' Geert den Ouden 0-1, 30' Henk Vos (pen) 0-2, 41' Tom Visser 1-2, 72' Mike de Blij 2-2, 82' Marcel van der Sloot 2-3                                                        |
| 5 november 2002  | Go Ahead Eagles – AZ                      | 2 – 3 (0 – 3)                | 3' Martijn Meerdink 0-1, 45' Kenneth Pérez 0-2, 48' Tim de Cler 0-3, 80' Jamal Dibi (pen) 1-3, 90' Jamal Dibi 2-3                                                              |
| 5 november 2002  | Hoek – N.E.C.                             | 1 – 2 (0 – 0)                | 61' Ǵorǵi Hristov 0-1, 67' Björn Langeveld 1-1, 90' Danny Hesp (pen) 1-2 |
| 5 november 2002  | Jong Ajax – Huizen                        | 3 – 2 n.s.d. (2 – 2) (0 – 2) | 9' Arnold Klein 0-1, 39' Michiel Kos 0-2, 46' Wamberto de Jesus Sousa Campos 1-1, 88' Nourdin Boukhari 2-2, 92' Nourdin Boukhari 3-2                                           |
| 5 november 2002  | MVV – TOP Oss                             | 3 – 3 n.v. (3 – 3) (2 – 2)   | 7' Danny Guijt 0-1, 10' Jeroen van Staveren 1-1, 18' Davy Heymans 2-1, 20' Marinus Dijkhuizen 2-2, 86' Danny Guijt 2-3, 90' Robert van der Weert 3-3 MVV wint na strafschoppen |
| 5 november 2002  | Schijndel/Datelnet – Sparta Rotterdam     | 2 – 3 (1 – 1)                | 3' Danny Koevermans 0-1, 18' Aty van Hastenberg 1-1, 61' Hes van Kappel (e.d.) 1-2, 70' Elbekay Bouchiba 1-3, 90' Olaf Schaap 2-3                                              |
| 5 november 2002  | BV Veendam – Roda JC                      | 0 – 5 (0 – 1)                | 11' Yannis Anastasiou 0-1, 61' Cristiano Dos Santos Rodrigues 0-2, 80' Edrissa Sonko 0-3, 81' Yannis Anastasiou 0-4, 86' Yannis Anastasiou 0-5                                 |
| 5 november 2002  | FC Zwolle – Helmond Sport                 | 1 – 0 n.s.d.                 | 94' Richard Roelofsen 1-0 |
| 6 november 2002  | Emmen – FC Groningen                      | 0 – 1 (0 – 0)                | 75' Joost Broerse 0-1 |
| 6 november 2002  | De Graafschap – Argon                     | 2 – 0 (1 – 0)                | 40' Berthil ter Avest 1-0, 64' Peter van Vossen 2-0 |
| 6 november 2002  | Haarlem – Heracles Almelo                 | 2 – 0 (0 – 0)                | 82' Darl Douglas 1-0, 89' Steve Promes 2-0 |
| 6 november 2002  | SC Joure – Jong Vitesse                   | 2 – 1 (1 – 0)                | 24' Arnold Haanstra 1-0, 50' Eldridge Rojer 1-1, 79' Arnold Haanstra 2-1 |
| 6 november 2002  | NAC – Cambuur Leeuwarden                  | 3 – 1 (3 – 0)                | 28' Marcel Koning 1-0,35' Marcel Koning 2-0, 37' Igor Korneev 3-0, 80' Martijn Gootjes 3-1                                                                                     |
| 6 november 2002  | UNA – RKC Waalwijk                        | 0 – 2 (0 – 1)                | 15' Jason Oost 0-1, 80' Yuri Cornelisse 0-2 |
| 6 november 2002  | Willem II – FC Twente                     | 2 – 1 (1 – 1)                | 11' Dmitri Shoukov 1-0, 25' Scott Booth 1-1, 72' Mourad Mghizrat 2-1 |
| 20 november 2002 | ADO Den Haag – De Treffers/Kegro          | 3 – 2 n.s.d. (2 – 2) (0 – 1) | 20' Wouter van der Ent 0-1, 63' Peter Hofstede 1-1, 65' Peter Hofstede 2-1, 84' Jan-Paul Saeijs (e.d.) 2-2, 93' Romeo Castelen 3-2                                             |

### 3e ronde
| Datum            | Wedstrijd                    | Uitslag                      | Scoreverloop |
| ---------------- | ---------------------------- | ---------------------------- | --- |
| 3 december 2002  | Excelsior – Sparta Rotterdam | 4 – 2 (1 – 0)                | 16' Cecilio Lopes 1-0, 64' Patrick Mtiliga 2-0, 67' Ousmane Sanou 2-1, 84' Saïd Boutahar 3-1, 89' Kenneth Cicilia 3-2, 90' Mounir El Hamdaoui 4-2 |
| 3 december 2002  | Haarlem – MVV                | 3 – 2 (2 – 1)                | 29' Gertjan Tamerus 1-0, 43' Erik Piket (e.d.) 1-1, 44' Jeroen Ketting 2-1, 67' Johan Verheyen 2-2, 75' Jeroen Ketting 3-2                        |
| 3 december 2002  | Stormvogels Telstar – AZ     | 1 – 0 (0 – 0)                | 78' Silvan Inia 1-0 |
| 3 december 2002  | VVV – AGOVV                  | 1 – 2 (1 – 1)                | 43' Santinho Lopes Monteiro 0-1, 44' Christophe Geebelen 1-1, 89' Jurrick Juliana 1-2                                                             |
| 4 december 2002  | ADO Den Haag – RKC Waalwijk  | 2 – 1 n.s.d. (1 – 1) (0 – 1) | 29' Jason Oost 0-1, 82' Jan-Paul Saeijs 1-1, 101' Romeo Castelen 2-1                                                                              |
| 4 december 2002  | Jong Ajax – Willem II        | 2 – 1 (0 – 0)                | 67' Stefano Seedorf 1-0, 75' Jamal Akachar 2-0, 90' Kew Jaliens 2-1                                                                               |
| 4 december 2002  | SC Joure – FC Groningen      | 2 – 3 (2 – 1)                | 23' Johnny de Jonge 1-0, 37' Johnny de Jonge 2-0, 41' Sander van Gessel 2-1, 56' Martin Drent 2-2, 86' Martin Drent 2-3                           |
| 4 december 2002  | Roda JC – N.E.C.             | 1 – 0 n.s.d.                 | 113' Tom Soetaers 1-0 |
| 4 december 2002  | FC Zwolle – De Graafschap    | 1 – 4 (1 – 1)                | 24' André de Ridder (e.d.) 0-1, 40' Arjan Bosschaart 1-1, 60' Damien Hertog 1-2, 65' Dave Zafarin 1-3, 70' Hans van de Haar 1-4                   |
| 11 december 2002 | RBC Roosendaal – NAC         | 1 – 3 (1 – 1)                | 23' Geert den Ouden 1-0, 26' Orlando Engelaar 1-1, 52' Orlando Engelaar 1-2, 85' Arne Slot 1-3                                                    |

### 1/8 finales
Ajax, Feyenoord, sc Heerenveen, PSV, Vitesse en FC Utrecht stroomden deze ronde het toernooi in. Met ingang van 10 januari 2003 is NAC gewijzigd in NAC Breda.
| Datum           | Wedstrijd                           | Uitslag       | Scoreverloop |
| --------------- | ----------------------------------- | ------------- | --- |
| 29 januari 2003 | Vitesse – NAC Breda                 | 4 – 2 (1 – 1) | 33' Émile Mbamba 1-0, 45' Rick Versteeg 1-1, 48' Michael Jansen 2-1, 62' Mark Schenning 2-2, 84' Mark Schenning (e.d.) 3-2, 89' Émile Mbamba 4-2                                  |
| 4 februari 2003 | De Graafschap – FC Utrecht          | 2 – 3 (1 – 0) | 12' Damien Hertog 1-0, 53' Damien Hertog 2-0, 74' Paulus Roiha 2-1, 77' Dirk Kuijt 2-2, 81' Arco Jochemsen 2-3                                                                    |
| 4 februari 2003 | Stormvogels Telstar – sc Heerenveen | 1 – 3 (0 – 0) | 49' Gerald Sibon 0-1, 66' Romano Denneboom 0-2, 73' Paul de Lange (pen) 1-2, 87' Romano Denneboom 1-3                                                                             |
| 5 februari 2003 | ADO Den Haag – PSV                  | 0 – 3 (0 – 2) | 13' Mateja Kežman 0-1, 32' Dennis Rommedahl 0-2, 71' Dennis Rommedahl 0-3 |
| 5 februari 2003 | Ajax – Roda JC                      | 1 – 0 (1 – 0) | 11' Zlatan Ibrahimović 1-0 |
| 5 februari 2003 | Excelsior – Jong Ajax               | 4 – 2 (2 – 1) | 5' Jamal Akachar 0-1, 18' Mounir El Hamdaoui 1-1, 38' Cecilio Lopes 2-1, 63' Cecilio Lopes 3-1, 73' Jussi Kujala (pen) 3-2, 78' Brett Holman 4-2                                  |
| 5 februari 2003 | Feyenoord – AGOVV                   | 6 – 1 (2 – 0) | 42' Anthony Lurling 1-0, 45' Robin van Persie 2-0, 47' Robin van Persie 3-0, 54' Robin van Persie 4-0, 61' Robin van Persie 5-0, 64' Robin van Persie 6-0 88' Jurrick Juliana 6-1 |
| 5 februari 2003 | FC Groningen – Haarlem              | 3 – 0 (1 – 0) | 26' Glen Salmon 1-0, 48' Martin Drent 2-0, 85' Glen Salmon 3-0 |

### Kwartfinales
| Datum        | Wedstrijd              | Uitslag       | Scoreverloop |
| ------------ | ---------------------- | ------------- | --- |
| 4 maart 2003 | Excelsior – FC Utrecht | 1 – 3 (0 – 2) | 5' Arco Jochemsen 0-1, 33' Dave van den Bergh 0-2, 54' Danny Buijs 1-2, 56' Alje Schut 1-3                                          |
| 5 maart 2003 | Ajax – FC Groningen    | 4 – 1 (1 – 0) | 31' Wesley Sneijder 1-0, 50' Zlatan Ibrahimović 2-0, 53' Jordi Hoogstrate 2-1, 69' Nourdin Boukhari 3-1, 90' Zlatan Ibrahimović 4-1 |
| 5 maart 2003 | Feyenoord – Vitesse    | 3 – 1 (1 – 1) | 3' Bonaventure Kalou 1-0, 26' Bob Peeters 1-1, 60' Robin van Persie 2-1, 65' Robin van Persie 3-1                                   |
| 5 maart 2003 | PSV – sc Heerenveen    | 2 – 1 (0 – 0) | 51' Mateja Kežman 1-0, 85' Mateja Kežman 2-0, 90' Georgios Samaras 2-1                                                              |

### Halve finales
| Datum         | Wedstrijd        | Uitslag       | Scoreverloop                                                              |
| ------------- | ---------------- | ------------- | ------------------------------------------------------------------------- |
| 15 april 2003 | FC Utrecht – PSV | 2 – 1 (1 – 0) | 16' Dave van den Bergh 1-0, 58' Stefaan Tanghe 2-0, 62' Mateja Kežman 2-1 |
| 16 april 2003 | Feyenoord – Ajax | 1 – 0 (0 – 0) | 53' Paul Bosvelt 1-0                                                      |

### Finale
|                                         |                                                              |               |                       |                                                                     |
| 1 juni 2003 18:00 uur Finale KNVB Beker | FC Utrecht                                                   | 4 – 1 (1 – 0) | Feyenoord             | De Kuip, Rotterdam Toeschouwers: 45.000 Scheidsrechter: Ruud Bossen |
| 1 juni 2003 18:00 uur Finale KNVB Beker | Jean-Paul de Jong 39' Igor Gluščević 49', 57' Dirk Kuijt 81' |               | 72' Bonaventure Kalou | De Kuip, Rotterdam Toeschouwers: 45.000 Scheidsrechter: Ruud Bossen |

| Utrecht | Feyenoord |

| FC Utrecht:    |    |                    |         |
|                |    |                    |         |
| DM             | 1  | Harald Wapenaar    |         |
| RV             | 2  | Stijn Vreven       |         |
| CV             | 4  | Patrick Zwaanswijk |         |
| CV             | 17 | Alje Schut         |         |
| LV             | 15 | Etienne Shew-Atjon |         |
| CM             | 6  | Jean-Paul de Jong  | 36' 71' |
| CM             | 10 | Stefaan Tanghe     |         |
| CM             | 5  | Pascal Bosschaart  |         |
| RB             | 14 | Dirk Kuijt         |         |
| SP             | 9  | Igor Gluščević     | 74'     |
| LB             | 11 | Dave van den Bergh | 84'     |
| Wisselspelers: |    |                    |         |
| MV             | 3  | Jordy Zuidam       | 71'     |
| AV             | 19 | Arco Jochemsen     | 74'     |
| AV             | 7  | Abdelhali Chaiat   | 84'     |
| Coach:         |    |                    |         |
| Foeke Booy     |    |                    |         |

| Feyenoord:       |    |                      |     |
|                  |    |                      |     |
| DM               | 1  | Patrick Lodewijks    |     |
| RV               | 24 | Song Chong-gug       |     |
| CV               | 27 | Glenn Loovens        |     |
| CV               | 26 | Gérard de Nooijer    | 62' |
| LV               | 17 | Patrick Paauwe       |     |
| CM               | 6  | Paul Bosvelt         | 76' |
| CM               | 3  | Brett Emerton        | 35' |
| AM               | 19 | Thomas Buffel        | 77' |
| RB               | 7  | Bonaventure Kalou    |     |
| SP               | 9  | Pierre van Hooijdonk | 83' |
| LB               | 22 | Robin van Persie     | 59' |
| Wisselspelers:   |    |                      |     |
| AV               | 10 | Anthony Lurling      | 59' |
| AV               | 15 | Mariano Bombarda     | 62' |
| AV               | 25 | Sebastián Pardo      | 77' |
| Coach:           |    |                      |     |
| Bert van Marwijk |    |                      |     |

| KNVB Beker 2002/03      |
| ----------------------- |
| FC Utrecht Tweede titel |